# Bill Paterno
Bill Paterno (* 24. März 1955 in Spring Lake (New Jersey)) ist ein US-amerikanischer Basketballtrainer und ehemaliger -spieler.

## Laufbahn
Paterno wuchs als ältestes von elf Geschwistern in Spring Lake (US-Bundesstaat New Jersey) auf und spielte von 1973 bis 1977 Basketball an der University of Notre Dame. Der 1,96 Meter große Flügelspieler bestritt insgesamt 116 Spiele für die „Fighting Irish“ und erzielte im Schnitt 9,8 Punkt sowie 4,7 Rebounds je Begegnung. Seine beste Uni-Saison war 1974/75, als Paterno Mittelwerte von 13,3 Punkten und 6,8 Rebounds verbuchte. In seinen beiden letzten Spieljahren war er Kapitän der Hochschulmannschaft. Im Draft-Verfahren der NBA sicherten sich 1977 die Kansas City Kings (Vorläufer der Sacramento Kings) in der dritten Auswahlrunde an insgesamt 45. Stelle die Rechte an Paterno. Ein NBA-Spiel bestritt Paterno aber nicht. In der Saison 1977/78 stand Paterno beim italienischen Klub Hurlingham Trieste unter Vertrag. Auch in Frankreich spielte er als Profi. 1997 wurde er für seine Leistungen als Basketballspieler in die „Sport-Hall-of-Fame“ seiner Heimatregion Jersey Shore aufgenommen.

### Trainer
Als Trainer betreute er im Spieljahr 1990/91 den deutschen Bundesligisten TuS Herten und war danach bis 1997 als Trainer beim italienischen Klub Montibasket Montichiari beschäftigt. Bis 1992 war Paterno Co-Trainer der dortigen Herrenmannschaft in der zweiten italienischen Liga sowie Jugendtrainer, 1992 übernahm er das Cheftraineramt der Montichiari-Herren, welches er bis 1996 besetzte und anschließend wieder ein Jahr Co-Trainer und Trainer im Nachwuchsbereich war. Zwischen 1997 und 1999 war Paterno Trainer des österreichischen Bundesligisten Swans Gmunden und führte die Mannschaften in beiden Spieljahren ins Viertelfinale der Meisterrunde.
Paterno kehrte für mehrere Jahre in die Vereinigten Staaten zurück, von 2008 bis 2010 leitete er in Italien ein Basketball-Nachwuchsprojekt und wurde im Januar 2010 als neuer Trainer des österreichischen Zweitligisten BBU Salzburg vorgestellt. Im Mai 2010 übernahm er das Traineramt beim luxemburgischen Zweitligisten BBC US Heffingen und führte die Mannschaft zum Aufstieg. Er blieb bis Oktober 2011 im Amt.
Zur Saison 2012/13 trat Paterno, dessen Frau aus Recklinghausen stammt, das Traineramt bei Citybasket Recklinghausen (Aufsteiger in die 2. Bundesliga ProB) an. Ende Januar 2013 kam es zur Trennung, Paterno war für den Verein aber weiterhin im Nachwuchsbereich als Trainer tätig, zudem war er 2013/14 Co-Trainer der Spielgemeinschaft Metropol Baskets Ruhr in der Nachwuchs-Basketball-Bundesliga (NBBL), und hatte 2017/18 im Gespann mit Predrag Radanovic als Trainerdoppelspitze die Leitung der Metropol Baskets in der NBBL inne. Anfang Dezember 2024 sprang Paterno bei der Herrenmannschaft von Citybasket Recklinghausen (1. Regionalliga) übergangsweise wieder als Trainer ein, nachdem Majdi Shaladi entlassen worden war. Paterno übte das Amt bis Anfang Januar 2025 aus.